# Хусеин Габер
Хусеин Габер Ибрахим (сом. Houssein Gaber Ibrahim, арап. حسين جابر ابراهيم; 1. јануар 1999) џибутски је пливач који углавном плива спринтерске трке слободним, делфин и прсним стилом. 

## Спортска каријера
Први званични наступ на великим такмичењима је имао на светском првенству у Будимпешти 2017. где је наступио у квалификационим тркама на 50 прсно (81) и 50 слободно (116. место).   
Сличне резултате постигао је и две године касније, на светском првенству у корејском Квангџуу 2019 — 91. место на 50 делфин и 116. на 100 слободно. 